# Irene Silva de Santolalla
Irene Susana Silva Linares de Santolalla (n. Cajamarca, 10 de maig de 1902 - Llima, 30 de juliol de 1992) va ser una educadora i escriptora peruana. Gran part de la seva vida la va dedicar a lluitar pels drets de la dona.

## Biografia
Filla d'Oscar Silva Burga i Susana Linares; va realitzar els seus estudis escolars en el Liceu del Carmen a la ciutat de Cajamarca i després en el Col·legi Sagrats Cors de la ciutat de Lima. Es va casar amb Francisco Santolalla Bernal, amb qui va tenir tres fills.
Fundadora de les escoles d'Educació Familiar i instauradora del curs del mateix nom en els vuit anys d'ensenyament mitjà, entre els anys 50 i 60 del segle xx.
Va fundar i va ser la primera presidenta del Comitè Peruà per a la col·laboració amb les Nacions Unides (1949), el qual tenia entre els seus objectius aconseguir facultar a la dona peruana (1955).
Al març de 1956, la Unió de Dones Americanes va designar a Irene com a "Mujer de las Américas", premi amb el qual va ser guardonada en una cerimònia a la ciutat de Nova York.
Va postular al Senat en les eleccions de 1956 (curiosament les dones van accedir al vot al Perú l'any 1955), resultant triada per al període 1956-1962 amb 18,094 vots. Amb això es va convertir en la primera dona a ser triada Senadora i la primera a ocupar un càrrec important al país.
Se li va atorgar l'Ordre El Sol del Perú en 1982.
Va morir a la ciutat de Lima el 30 de juliol de 1992.

## Obres
- Por la felicidad de nuestros hijos [1][5]
- Hacia un mundo mejor[1][5]
- Educación prematrimonial[5]
- El gran problema[5]

## Premis i distincions
Al llarg de la seva vida, Irene Silva Linares va ser reconeguda pels seus mèrits en la lluita per la igualtat de les dones i per les mejoiras a l'educació del seu país. Podem destacar els següents premis i distincions:
- Triada per la Unió de Dones Americanes com a Dona de les Américas, l'any 1956, premi amb el qual va ser guardonada en una cerimònia a la ciutat de Nova York.
- Va rebre en 1982, per part de l'Estat Peruà l'Ordre "El Sol del Perú".